# Supercupa României
Supercupa României je rumunský fotbalový Superpohár, jednozápasová soutěž hraná před začátkem sezóny od roku 1994. Proti sobě nastupují kluby, z nichž jeden je vítězem rumunské nejvyšší ligy (Liga I) a druhý vítězem rumunského fotbalového poháru (Cupa României). 
Jestliže obě soutěže vyhrál jeden klub (čili získal v sezóně tzv. double), Superpohár se nehrál. V roce 2010 se poprvé Superpohár uskutečnil, ačkoli v sezóně 2009/10 vyhrál rumunský pohár i ligu klub CFR Cluj. Soupeřem v Superpoháru mu byl FC Unirea Urziceni, tým, který skončil na konečné druhé příčce v Ligy I. Utkání se odehrálo na stadionu Dr. Constantina Rădulesca, domácím hřišti CFR Kluž, který si toto privilegium vysloužil ziskem double. Od tohoto roku je tedy soupeřem mužstva, které získá double, celek ze druhého místa rumunské nejvyšší ligy.

## Ročníky
Zdroj:
| Rok  | Vítěz                                          | Poražený                                       | Výsledek                                       | Místo konání                                   |
| ---- | ---------------------------------------------- | ---------------------------------------------- | ---------------------------------------------- | ---------------------------------------------- |
| 1994 | CSA Steaua București                           | ACF Gloria Bistrița                            | 1:0 PP                                         | Stadionul Național, Bukurešť                   |
| 1995 | CSA Steaua București                           | FC Petrolul Ploiești                           | 2:0                                            | Stadionul Regie, Bukurešť                      |
| 1996 | nehrálo se, CSA Steaua București získal double | nehrálo se, CSA Steaua București získal double | nehrálo se, CSA Steaua București získal double | nehrálo se, CSA Steaua București získal double |
| 1997 | nehrálo se, CSA Steaua București získal double | nehrálo se, CSA Steaua București získal double | nehrálo se, CSA Steaua București získal double | nehrálo se, CSA Steaua București získal double |
| 1998 | FC Steaua București                            | FC Rapid București                             | 4:0                                            | Stadionul Național, Bukurešť                   |
| 1999 | FC Rapid București                             | FC Steaua București                            | 5:0                                            | Stadionul Național, Bukurešť                   |
| 2000 | nehrálo se, FC Dinamo București získal double  | nehrálo se, FC Dinamo București získal double  | nehrálo se, FC Dinamo București získal double  | nehrálo se, FC Dinamo București získal double  |
| 2001 | FC Steaua București                            | FC Dinamo București                            | 2:1                                            | Stadionul Național, Bukurešť                   |
| 2002 | FC Rapid București                             | FC Dinamo București                            | 2:1                                            | Stadionul Național, Bukurešť                   |
| 2003 | FC Rapid București                             | FC Dinamo București                            | 1:0                                            | Stadionul Național, Bukurešť                   |
| 2004 | nehrálo se, FC Dinamo București získal double  | nehrálo se, FC Dinamo București získal double  | nehrálo se, FC Dinamo București získal double  | nehrálo se, FC Dinamo București získal double  |
| 2005 | FC Dinamo București                            | FC Steaua București                            | 3:2                                            | Stadionul Cotroceni, Bukurešť                  |
| 2006 | FC Steaua București                            | FC Rapid București                             | 1:0                                            | Stadionul Național, Bukurešť                   |
| 2007 | FC Rapid București                             | FC Dinamo București                            | 1:1 (6:5 pen.)                                 | Stadionul Național, Bukurešť                   |
| 2008 | nehrálo se, CFR Cluj získal double             | nehrálo se, CFR Cluj získal double             | nehrálo se, CFR Cluj získal double             | nehrálo se, CFR Cluj získal double             |
| 2009 | CFR Cluj                                       | FC Unirea Urziceni                             | 1:1 (3:2 pen.)                                 | Stadionul Giulești-Valentin Stănescu, Bukurešť |
| 2010 | CFR Cluj                                       | FC Unirea Urziceni                             | 2:2 (2:0 pen.)                                 | Stadionul Dr. Constantin Rădulescu, Cluj       |
| 2011 | FC Oțelul Galați                               | FC Steaua București                            | 1:0                                            | Stadionul Ceahlăul, Piatra Neamț               |
| 2012 | FC Dinamo București                            | CFR Cluj                                       | 2:2 (4:2 pen.)                                 | Arena Națională, Bukurešť                      |
| 2013 | FC Steaua București                            | FC Petrolul Ploiești                           | 3:0                                            | Arena Națională, Bukurešť                      |
| 2014 | FC Astra Giurgiu                               | FC Steaua București                            | 1:1 (5:3 pen.)                                 | Arena Națională, Bukurešť                      |
| 2015 | ASA 2013 Târgu Mureș                           | FC Steaua București                            | 1:0                                            | Stadionul Farul, Constanța                     |
| 2016 | FC Astra Giurgiu                               | CFR Cluj                                       | 1:0                                            | Cluj Arena, Cluj                               |
| 2017 | Viitorul Constanța                             | FC Voluntari                                   | 0–1                                            | Stadionul Municipal, Botoșani                  |
| 2018 | CFR Cluj                                       | Universitatea Craiova                          | 1–0                                            | Ion Oblemenco, Craiova                         |
| 2019 | CFR Cluj                                       | Viitorul Constanța                             | 0–1                                            | Ilie Oană, Ploiești                            |
| 2020 | CFR Cluj                                       | FCSB                                           | 0–0 (4–1 pen.)                                 | Ilie Oană, Ploiești                            |
| 2021 | CFR Cluj                                       | Universitatea Craiova                          | 0–0 (2–4 pen.)                                 | Arena Națională, Bucharest                     |
| 2022 | CFR Cluj                                       | Sepsi OSK                                      | 1–2                                            | Stadionul Francisc von Neuman, Arad            |